# Venezuela en la clasificación de Conmebol para la Copa Mundial de Fútbol de 1966
La selección de fútbol de Venezuela fue uno de los nueve equipos que participaron en la Clasificación de Conmebol para la Copa Mundial de Fútbol de 1966. Se trató de la primera vez en la que el combinado venezolano compitió en un proceso clasificatorio para una Copa Mundial de Fútbol, la cual en esta oportunidad se realizó en Inglaterra.
La eliminatoria se disputó en varias ciudades de América del Sur entre el 16 de mayo y el 29 de agosto de 1965. Todas las selecciones de la región participaron salvo por Brasil, ya que para el momento era el campeón defensor. Se disputó en un sistema de grupos de tres selecciones cada uno. A Venezuela le correspondió el Grupo 1, junto a Perú y Uruguay.

## Proceso de clasificación

### Tabla de grupo
| Equipo    | Pts | PJ | PG | PE | PP | GF | GC |
| --------- | --- | -- | -- | -- | -- | -- | -- |
| Uruguay   | 8   | 4  | 4  | 0  | 0  | 11 | 2  |
| Perú      | 4   | 4  | 2  | 0  | 2  | 8  | 6  |
| Venezuela | 3   | 4  | 5  | 0  | 4  | 4  | 15 |

### Partidos
La selección venezolana disputó los siguientes partidos en su grupo asignado:

| Fecha               | Lugar      | Partido   | Partido               | Partido | Partido               | Partido   |
| ------------------- | ---------- | --------- | --------------------- | ------- | --------------------- | --------- |
| 16 de mayo de 1965  | Lima       | Perú      | Bandera de Perú.      | 1:0     | Bandera de Venezuela. | Venezuela |
| 23 de mayo de 1965  | Montevideo | Uruguay   | Bandera de Uruguay.   | 5:0     | Bandera de Venezuela. | Venezuela |
| 30 de mayo de 1965  | Caracas    | Venezuela | Bandera de Venezuela. | 1:3     | Bandera de Uruguay.   | Uruguay   |
| 2 de junio de 1965  | Caracas    | Venezuela | Bandera de Venezuela. | 3:6     | Bandera de Perú.      | Perú      |
| 6 de junio de 1965  | Lima       | Perú      | Bandera de Perú.      | 0:1     | Bandera de Uruguay.   | Uruguay   |
| 13 de junio de 1965 | Montevideo | Uruguay   | Bandera de Uruguay.   | 2:1     | Bandera de Perú.      | Perú      |

## Goleadores
| Jugador           | Selección | Goles |
| ----------------- | --------- | ----- |
| Freddy Elie       | Venezuela | 1     |
| Rafael Santana    | Venezuela | 1     |
| Humberto Scovino  | Venezuela | 1     |
| Argenis Tortolero | Venezuela | 1     |

## Tabla final de posiciones
| Equipo    | Pts. | PJ | PG | PE | PP | GF | GC | Dif. |
| --------- | ---- | -- | -- | -- | -- | -- | -- | ---- |
| Uruguay   | 8    | 4  | 4  | 0  | 0  | 11 | 2  | 9    |
| Argentina | 7    | 4  | 3  | 1  | 0  | 9  | 2  | 7    |
| Chile     | 5    | 4  | 2  | 1  | 1  | 12 | 7  | 5    |
| Ecuador   | 5    | 4  | 2  | 1  | 1  | 6  | 5  | 1    |
| Perú      | 4    | 4  | 2  | 0  | 2  | 8  | 6  | 2    |
| Paraguay  | 3    | 4  | 1  | 1  | 2  | 3  | 5  | -2   |
| Bolivia   | 2    | 4  | 1  | 0  | 3  | 4  | 9  | -5   |
| Colombia  | 2    | 4  | 1  | 0  | 3  | 4  | 10 | -6   |
| Venezuela | 0    | 4  | 0  | 0  | 4  | 4  | 15 | -11  |